# 赛佩努瓦兹门
赛佩努瓦茲门（法語：Porte Serpenoise）是法国阿尔萨斯-香槟-阿登-洛林大区梅斯的一个城门，新古典主义风格，位于市中心罗伯特·舒曼大街和加斯顿杜普伊斯街。
赛佩努瓦茲门在1552年围城时受损，重建于1852年。1902-1903年拆除古城墙时，赛佩努瓦茲门改建为目前的凯旋门形式。德国吞并期间，该门称为弗里德里希·卡尔亲王门（Prinz Friedrich Karl Tor）。1966年列为法国历史古迹。

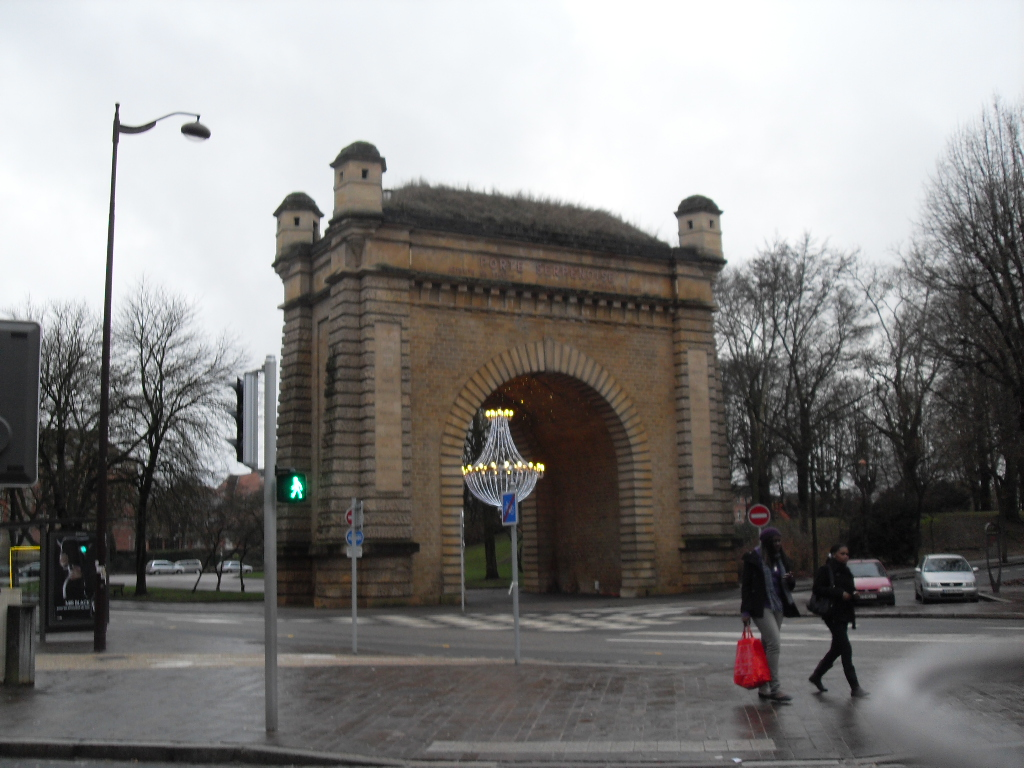